# Yuki Ishii
Yuki Ishii (石井 優希?, Ishii Yuki; Kurashiki, 8 maggio 1991) è una pallavolista giapponese.
Gioca nel ruolo di schiacciatrice nelle SAGA Springs.

## Carriera
La carriera di Yuki Ishii inizia nei tornei scolastici giapponesi. Debutta in V.Premier League nella stagione 2010-11, iniziando la carriera professionistica nelle Hisamitsu Springs; al termine del campionato viene convocata per la prima volta nella nazionale giapponese, debuttando al Montreux Volley Masters 2011. Col club raggiunge la finale scudetto nel campionato successivo, mentre nell'annata 2012-13 disputa la stagione perfetta: si aggiudica infatti tutte le competizioni alle quali prende parte, ossia la Coppa dell'Imperatrice, il campionato, il Torneo Kurowashiki ed il V.League Top Match, competizione nella quale viene premiata come MVP; nel 2013, con la nazionale, vince la medaglia d'argento al campionato asiatico e oceaniano e quella di bronzo alla Grand Champions Cup.
Nella stagione 2013-14 vince ancora una volta la Coppa dell'Imperatrice, lo scudetto, ricevendo anche il premio di miglior servizio del torneo, e il campionato asiatico per club, venendo premiata come miglior schiacciatrice del torneo; con la nazionale si aggiudica l'argento al World Grand Prix 2014.

## Palmarès

### Club
- Campionato giapponese: 4

2012-13, 2013-14, 2015-16, 2017-18
- Coppa dell'Imperatrice: 6

2012, 2013, 2014, 2015, 2016, 2018
- Torneo Kurowashiki: 1

2013
- / V.League Top Match: 1

2013
- Campionato asiatico per club: 1

2014

### Nazionale (competizioni minori)
- Montreux Volley Masters 2011
- Montreux Volley Masters 2015
- Montreux Volley Masters 2019

### Premi individuali
- 2013 - V.League Top Match: MVP
- 2014 - V.Premier League giapponese: Miglior servizio
- 2014 - Campionato asiatico per club: Miglior schiacciatrice
- 2015 - Montreux Volley Masters: Miglior schiacciatrice
- 2015 - Montreux Volley Masters: MVP
- 2017 - V.Premier League giapponese: Miglior spirito combattivo
- 2018 - V.Premier League giapponese: MVP
- 2018 - V.Premier League giapponese: Miglior difesa
- 2018 - V.Premier League giapponese: Sestetto ideale